# Повний метричний простір

## Означення
Метричний простір називається повним, якщо у ньому будь-яка фундаментальна послідовність є збіжною.

## Критерій повноти метричного простору
Для того, щоб метричний простір був повним необхідно і достатньо, щоб у ньому будь-яка послідовність замкнених вкладених одна в одну куль, радіуси яких прямують до нуля, мала непорожній перетин.

## Приклади повних метричних просторів
- Метричний простір {\displaystyle (\mathbb {R} ^{n},\rho ),\;\rho (x,y)={\sqrt {\sum _{i=1}^{n}(x_{i}-y_{i})^{2}}}} (тобто з евклідововою метрикою). Коротке позначення цього простору: {\displaystyle \mathbb {R} ^{n}}.

- Метричний простір {\displaystyle (\mathbb {R} ^{n},\rho ),\;\rho (x,y)=\sum _{i=1}^{n}|x_{i}-y_{i}|}. Коротке позначення цього простору: {\displaystyle \mathbb {R} _{1}^{n}}.

- Метричний простір {\displaystyle (\mathbb {R} ^{n},\rho ),\;\rho (x,y)=\max _{i}|x_{i}-y_{i}|}. Коротке позначення цього простору: {\displaystyle \mathbb {R} _{\infty }^{n}}.

- Метричний простір {\displaystyle (X,\rho ),\;X=\{x=(x_{1},x_{2},...,x_{n},...):\;\sum _{n=1}^{\infty }x_{n}<+\infty ,x_{n}\in \mathbb {R} ,n\in \mathbb {N} \},\rho (x,y)={\sqrt {\sum _{i=1}^{\infty }(x_{i}-y_{i})^{2}}}}. Коротке позначення цього простору: {\displaystyle \ l_{2}}.

- Метричний простір {\displaystyle \ (C[a,b],\rho )}, де C[a,b] — множина всіх неперервних на відрізку [a,b] функцій, а {\displaystyle \rho } — чебишовська (рівномірна) метрика, тобто {\displaystyle \rho (x(t),y(t))=\max _{t\in [a,b]}|x(t)-y(t)|}. Коротке позначення цього простору: C[a,b].

## Приклад неповного метричного простору
- Метричний простір (C[a,b],d), де C[a,b] — множина всіх неперервних на відрізку [a,b] функцій, а {\displaystyle \rho } — метрика, означена рівністю: {\displaystyle \rho (x(t),y(t))={\sqrt {\int _{a}^{b}(x(t)-y(t))^{2}dt}}}. Коротке позначення цього простору: {\displaystyle C_{2}[a,b]}.